# Міждержавний статистичний комітет СНД
Міждержавний статистичний комітет СНД (рос. Межгосударственный статистический комитет СНГ) — міждержавний орган, що діє в рамках СНД. Створено в грудні 1991.
Вищим керівним органом є Рада керівників статистичних служб держав-учасниць Співдружності.

## Цілі
- координація діяльності національних статистичних служб
- сприяння організації інформаційного обміну
- аналіз соціально-економічного розвитку держав та вироблення загальних рекомендацій у галузі статистики.